# Pyxidanthera barbulata
Pyxidanthera barbulata är en tvåhjärtbladig växtart som beskrevs av André Michaux. Pyxidanthera barbulata ingår i släktet Pyxidanthera och familjen fjällgröneväxter. En underart finns: P. b. barbulata.